# Бириндва, Фостен
Фостен Бириндва (фр. Faustin Birindwa; 1943 — 29 апреля 1999) — конголезский государственный и политический деятель, премьер-министр Заира с марта 1993 до января 1994 года.

## Биография
Бириндва был советником премьер-министра Этьена Тшисекеди, а в октябре 1991 года занял пост министра финансов в его первом правительстве. Во втором правительстве Тшисекеди (август 1992-март 1993) занимал пост министра иностранных дел. 18 марта 1993 года президент Мобуту Сесе Секо назначил Бириндву главой правительства; после этого оппозиционная партия Союз за демократию и социальный прогресс, членом которой он был, исключила его из своих рядов.
На посту премьера Бириндва пытался справиться с экономическим кризисом. В сентябре 1993 года была проведена денежная реформа; при этом лица, отказывывшиеся совершать обмен валюты, приговаривались к тюремному заключению. Тем не менее, ему не удалось обуздать инфляцию, достигшую к концу 1993 года 9000%. Другая инициатива Бириндвы — проведение парламентских выборов также провалилась, на этот раз — из-за противодействия сторонников Тшисекеди, не признававших законность его правительства. В 1994 году, после формирования Высшего совета Республики (переходного парламента), Бириндва ушёл в отставку. Он умер 29 апреля 1999 года в Италии от сердечного приступа.